# Ingrid Pelicori
Ingrid Pelicori (Buenos Aires, 13 de enero de 1957) es una actriz argentina licenciada en psicología. Hija de los actores Ernesto Bianco e Iris Alonso y hermana de la también actriz, Irina Alonso. Obtuvo el Premio Konex - Diploma al Mérito en 2001  y 2021 en la disciplina Actriz de Teatro.

## Trayectoria
| Televisión | Televisión                              | Televisión                            | Televisión |
| Año        | Título                                  | Personaje                             | Canal      |
| ---------- | --------------------------------------- | ------------------------------------- | ---------- |
| 1983       | Compromiso                              | Desconocido                           | Canal 13   |
| 1992       | Alta comedia                            | Desconocido                           | Canal 9    |
| 1992       | El oro y el barro                       | Ana                                   | Canal 9    |
| 1992       | Corazones de fuego                      | Katy                                  | Canal 7    |
| 1993       | Mi cuñado                               | Mariana                               | Telefe     |
| 1993       | Celeste siempre Celeste                 | Ornella                               | Telefe     |
| 1995       | Nueve lunas                             | Desconocido                           | Canal 13   |
| 1997       | Señoras y señores                       | Desconocido                           | América TV |
| 1997       | El Rafa                                 | Desconocido                           | Telefe     |
| 1999       | Vulnerables                             | Silvia                                | Canal 13   |
| 2000       | Tiempo final                            | Susi "Ep: Doble vida"                 | Telefe     |
| 2005       | Mujeres asesinas                        | Silvia (Cap. 11: Marta Bogado, madre) | Canal 13   |
| 2013       | Historias de corazón                    | Ana (Ep: Mi cuerpo, mi vida)          | Telefe     |
| 2013       | Farsantes                               | Ana                                   | Canal 13   |
| 2014       | Doce casas, Historia de mujeres devotas | Ana                                   | TV Pública |
| 2015       | La verdad                               | Lucía Andrade                         | TV Pública |

| Películas | Películas                                    | Películas                                   |
| Año       | Título                                       | Nota                                        |
| --------- | -------------------------------------------- | ------------------------------------------- |
| 1979      | Beto Nervio contra el poder de las tinieblas | Dir: Miguel Bejo                            |
| 1981      | Tiempo de revancha                           | Dir: Adolfo Aristarain                      |
| 1982      | El agujero en la pared                       | Dir: David José Kohon                       |
| 1982      | Casi no nos dimos cuenta                     | Director: Antonio Ottone                    |
| 1994      | Historias de amor, de locura y de muerte     | Director: Nemesio Juárez                    |
| 1997      | La furia                                     | Director: Juan Bautista Stagnaro            |
| 1997      | Diario para un cuento                        | Director: Jana Bokova                       |
| 2000      | El astillero                                 | Director: David Lipszyc                     |
| 2001      | Temporal                                     | Director: Carlos Orgambide                  |
| 2001      | El pasaporte                                 | Director: Miguel Mirra                      |
| 2001      | El fuego y el soñador                        | Director: Oskar Aizpeolea                   |
| 2003      | Cruz de sal                                  | Director: Jaime L. Lozano                   |
| 2004      | Chiche bombón                                | Director: Fernando Musa                     |
| 2005      | El sur de una pasión                         | Director: Cristina Fasulino                 |
| 2006      | Vísperas                                     | Director: Daniela Goggi                     |
| 2008      | El Torcán                                    | Director: Gabriel Arregui                   |
| 2009      | Cabeza de pescado                            | Director: July Massaccesi                   |
| 2010      | La revolución es un sueño eterno             | Director: Nemesio Juárez                    |
| 2015      | Justo en lo mejor de mi vida                 | Director: Leonardo Fabio Calderón           |
| 2021      | Olaf                                         | Director: Cristina Agüero y July Massaccesi |

| Teatro (selección) | Teatro (selección)                                              | Teatro (selección)                |
| Año                | Título                                                          | Nota                              |
| ------------------ | --------------------------------------------------------------- | --------------------------------- |
| 1981               | El jardín de los cerezos                                        | de Anton Chejov                   |
| 1981               | El enfermo imaginario                                           | de Molière                        |
| 1981               | Teatro Abierto: Lobo... ¿estás?                                 | de Pacho O'Donnell                |
| 1982               | Teatro Abierto: Por la libertad                                 | de Adolfo Casablanca              |
| 1983               | Danza macabra                                                   | de August Strindberg              |
| 1983               | María Estuardo                                                  | de Friedrich Schiller             |
| 1984               | Medida por medida                                               | de William Shakespeare            |
| 1985               | Primaveras                                                      | de Aída Bortnik                   |
| 1986               | Los pilares de la sociedad                                      | de Henrik Ibsen                   |
| 1987               | El loco y la monja                                              | de Stanislaw Ignaty Witkiewicz    |
| 1987               | Tres hermanas                                                   | de Anton Chejov                   |
| 1988               | Muñeca                                                          | de Armando Discépolo              |
| 1989               | El burlador de Sevilla                                          | de Tirso de Molina                |
| 1989               | Peer Gynt                                                       | de Henrik Ibsen                   |
| 1992               | El zoo de cristal                                               | de Tennessee Williams             |
| 1992               | Conversaciones en la casa Stein sobre el ausente Sr. von Goethe | de Peter Hacks                    |
| 1993               | Relaciones peligrosas                                           | de Christopher Hampton            |
| 1993               | El tiempo y la habitación                                       | de Botho Strauss                  |
| 1993               | La gaucha                                                       | de Iris Scacchieri                |
| 1995               | La buena persona de Se-Chuan                                    | de Bertolt Brecht                 |
| 1996               | Decadencia                                                      | de Steven Berkoff                 |
| 1997               | Polvo eres                                                      | de Harold Pinter                  |
| 1998               | El puente                                                       | de Carlos Gorostiza               |
| 1999               | Shylock (El mercader de Venecia)                                | de William Shakespeare            |
| 2000               | Quartett                                                        | de Heiner Müller                  |
| 2000               | El malentendido                                                 | de Albert Camus                   |
| 2001               | Cianuro a la hora del té                                        | de Pavel Kohout                   |
| 2001               | La Biblioteca de Babel                                          | sobre textos de Jorge Luis Borges |
| 2002               | Amor de don Perlimplín con Belisa en su jardín                  | de Federico García Lorca          |
| 2002               | Extinción                                                       | de Iñigo Ramírez de Haro          |
| 2003               | Lo que pasó cuando Nora dejó a su marido                        | de Elfriede Jelinek               |
| 2004               | Pedir demasiado                                                 | de Griselda Gambaro               |
| 2005               | Las troyanas                                                    | de Eurípides                      |
| 2006               | Escarabajos                                                     | de Pacho O'Donnell                |
| 2006               | Las mujeres de Ibsen                                            | sobre textos de Henrik Ibsen      |
| 2008               | Grande y pequeño                                                | de Botho Strauss                  |
| 2008               | Déjala sangrar                                                  | de Benjamín Galemiri              |
| 2009               | Antígonas                                                       | de Alberto Muñoz                  |
| 2010               | El conventillo de la Paloma                                     | de Alberto Vacarezza              |
| 2011               | El aire del río                                                 | de Carlos Gorostiza               |
| 2011               | Los poetas de Mascaró                                           | sobre textos de varios autores    |
| 2011               | Espectros                                                       | de Henrik Ibsen                   |
| 2012               | Greek                                                           | de Steven Berkoff                 |
| 2012               | Sol de noche                                                    | de Cristina Escofet               |
| 2013               | Antílopes                                                       | de Henning Mankell                |
| 2014               | Las lágrimas                                                    | de Mariano Tenconi Blanco         |
| 2014               | La sombra de un perfume                                         | de Susana Gutiérrez Posse         |
| 2015               | Mariposa de pies descalzos                                      | de Luis Quinteros                 |
| 2015               | El gran teatro del mundo                                        | de Calderón de la Barca           |
| 2016               | Todas las cosas del mundo                                       | de Diego Manso                    |
| 2017               | Esperando la carroza                                            | de Jacobo Langsner                |
| 2017               | Shylock (El mercader de Venecia)                                | de William Shakespeare            |
| 2017               | Bajo el bosque de leche                                         | de Dylan Thomas                   |
| 2018               | Madrijo                                                         | de Mariano Saba                   |
| 2018               | La reunificación de las dos Coreas                              | de Joël Pommerat                  |
| 2018               | Cae la noche tropical                                           | de Manuel Puig                    |
| 2019               | Agamenón                                                        | de Esquilo                        |
| 2020               | Papá Bianco y los Alonso                                        | de Ingrid Pelicori e Irina Alonso |
| 2021               | Bergman y Liv. Correspondencia amorosa                          | de Lázaro Droznes                 |
| 2022               | La débil mental                                                 | de Ariana Harwicz                 |
| 2023               | El zoo de cristal                                               | de Tennessee Williams             |